# Alan Hargreaves
Alan Hargreaves (sinh năm 1931) là một cựu cầu thủ bóng đá người Anh từng thi đấu ở vị trí tiền đạo.

## Sự nghiệp
Sinh ra ở Thornhill, Hargreaves thi đấu cho Bradford City.
Đối với Bradford City ông có 3 lần ra sân ở Football League.